# Healing Hands of Time
Healing Hands of Time es el cuadragesimocuarto álbum de estudio del músico estadounidense Willie Nelson publicado por la compañía discográfica Capitol Records el 14 de junio de 1996. El álbum, grabado en los Capitol Studios de Hollywood, incluye versiones de clásicos, en un formato similar a su álbum Stardust. Alcanzó el puesto quince en la lista de álbumes country de Canadá y el diecisiete en la de los Estados Unidos.

## Lista de canciones
Todas las canciones compuestas por Willie Nelson excepto donde se anota.
1. "Funny How Time Slips Away" - 5:30
2. "Crazy" - 3:30
3. "Night Life" (Paul Buskirk, Walter Breeland, Nelson) - 3:56
4. "Healing Hands of Time" - 3:45
5. "(How Will I Know) I'm Falling in Love Again" - 4:14
6. "All the Things You Are" (Jerome Kern, Oscar Hammerstein II) - 2:51
7. "Oh, What It Seemed to Be" (Bennie Benjamin, Frankie Carle, George David Weiss) - 3:21
8. "If I Had My Way" (James Kendis, Lou Klein) - 3:23
9. "I'll Be Seeing You" (Irving Kahal, Sammy Fain) - 3:02
10. "There Are Worse Things Than Being Alone" - 4:08

## Personal
- Willie Nelson - voz y guitarra acústica
- Eddie Bayers - batería
- Oscar Brashear - trompeta
- Rosemary Butler - coros
- David Campbell - arreglos
- Valerie Carter - coros
- John Clark - flauta
- Jonathan Clark - flauta, trompa, oboe
- Craig Doerge - piano
- Doug Haywood - coros
- Suzie Katayama - orquestación
- Daniel Kelley - trompa
- Michael Lang - piano
- Arnold McCuller - coros
- Billy Joe Walker, Jr. - guitarras
- Glenn Worf - bajo
- Reggie Young - guitarra eléctrica

## Posición en listas
| País           | Lista              | Posición |
| -------------- | ------------------ | -------- |
| Canadá         | RPM Country Albums | 15       |
| Estados Unidos | Top Blue Albums    | 17       |
| Estados Unidos | Billboard 200      | 103      |